# Château de Melendugno
Le château de Melendugno, appelé aussi palais baronial de D'amely est situé dans la commune de Melendugno, province de Lecce dans les Pouilles,. Il a été construit au bord des anciens remparts de la ville.

## Historique
Le palais baronial de D'Amely se présente comme une grande tour polygonale construite selon un projet du célèbre ingénieur militaire Gian Giacomo dell'Acaya (it) dans la seconde moitié du XVIe siècle commandé par Pompeo Paladini, septième baron de Melendugno et Lizzanello. Le plan en étoile du bâtiment ne trouve que trois comparaisons dans toutes les Pouilles. La tour, autrefois entourée de douves, était isolée de l'enceinte médiévale, devenu probablement un système défensif inefficace.
Haute de 12,50 m avec des murs de 4,50 m, la tour présente une base en pente et une façade divisée par deux corniches marcapiano. L'accès était possible par un pont-levis, protégé à la verticale par un mâchicoulis. Avec l'avènement des barons D'Amely, le pont-levis fut remplacé par un pont en maçonnerie fermé par un portail de style XVIe siècle surmonté des armoiries : deux lions penchés et couchés soutenant sur leur dos une tour crénelée. Au-dessus des armoiries se dresse la statue de l'Immaculée Conception. Près de la tour se trouvaient les prisons, les entrepôts alimentaires et la tour avec corps de garde. La présence d'un clocher-mur au sommet de la façade rappelle l'existence d'une petite chapelle au rez-de-chaussée qui conserve encore les fresques du Christ Crucifié et d'une Vierge à l'Enfant.
La similitude, bien que dans ce cas dans des dimensions beaucoup plus petites, avec le château Sant'Elmo de Naples et avec certains éléments architecturaux défensifs de la citadelle de Malte, comme les tours dites « en tenailles » qui laissaient entre les deux courtines étoilées, l'espace idéal pour cibler l'ennemi. De telles similitudes pourraient s'expliquer par le fait que ces régions tombaient sous la couronne des Habsbourg ; le château fut notamment construit à la veille du règne de Charles Quint.